# کازانلاک
کازانلاک شهری در استان استارا زاگورا کشور بلغارستان است که جمعیت آن در سال ۲۰۰۱ میلادی ۵۴٬۰۲۱ نفر بوده‌است.